# Appias epaphia
The Diverse White or African Albatross (Appias epaphia) là một loài bướm ngày thuộc họ Bướm xanh. Nó được tìm thấy ở Africa, phía nam Sahara.
Sải cánh dài 40–50 mm. Con trưởng thành bay quanh năm, but mainly từ tháng 3 đến tháng 5 in southern Africa.
Ấu trùng ăn Capparis species (bao gồm Capparis sepiaria), Maerua racemulosa and Boscia albitrunca.

## Phụ loài
- Appias epaphia epaphia (Senegal to Zaire, western Uganda (Bwamba Forest))
- Appias epaphia orbona (Boisduval, 1833) (eastern and southern Africa, Madagascar)
- Appias epaphia contracta (Butler, 1888) (Comoro Islands)

## Hình ảnh

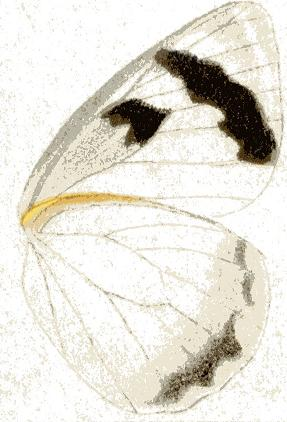
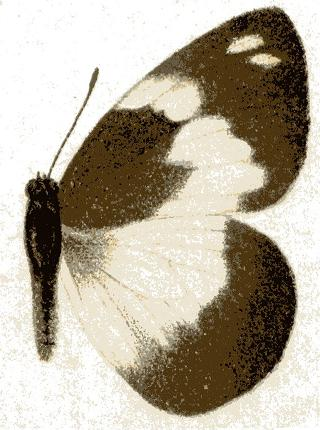
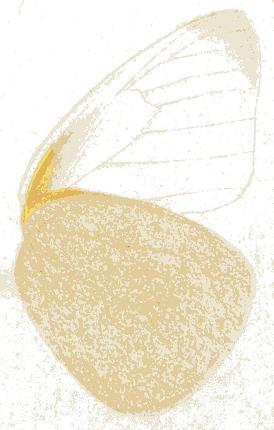
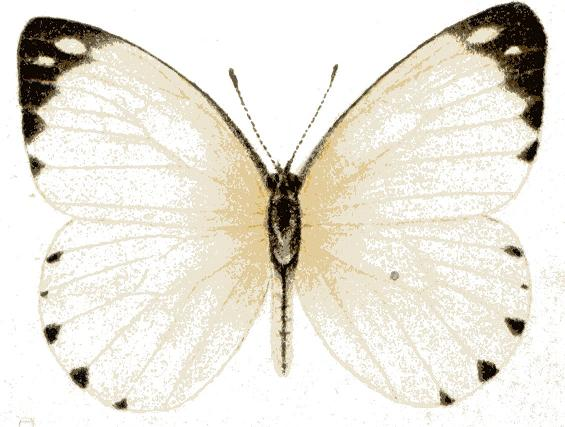